# Kastelorizo
Kastelorizo, auch Kastellórizo (griechisch Καστελλόριζο (n. sg.), italienisch Castelrosso „rote Festung“), amtlich Megísti (Μεγίστη (f. sg.)), ist eine griechische Insel im östlichen Mittelmeer, rund drei Kilometer vor der türkischen Küste. Sie liegt etwa 125 km östlich von Rhodos und hat eine Fläche von 9,113 km². Mit einigen umliegenden Inseln und Felsen bildet sie die mit rund 12 km² flächenmäßig zweitkleinste Gemeinde der Region Südliche Ägäis und die östlichste Gemeinde Griechenlands. Sie erhebt sich mit dem Gipfel der Vigla bis auf eine Höhe von 273 m ü. d. M.
Nach dem Anschluss des Dodekanes und damit Kastelorizos an das moderne Griechenland wurde der antike Name der Insel, neugriechische Aussprache Mejisti, als offizielle Bezeichnung eingeführt.

## Geschichte
Die in der Antike Megiste (Μεγίστη Megíste, nach einem mythischen ersten Siedler namens Megisteas) genannte Insel ist Antiphellos vorgelagert und gehörte zur antiken Landschaft Lykien. Ab dem 4. Jahrhundert v. Chr. war sie Flottenstützpunkt der Rhodier. Strabon zufolge handelte es sich um eine Stadt (polis), der ältere Plinius spricht von einem einstigen Gemeinwesen (civitas).
Die Ruinen der im Landesinneren gelegenen alten Stadt Paleokastro („Alte Burg“) bezeugen die antike Besiedlung. Mit dem übrigen Griechenland gehörte Kastelorizo nacheinander zum Reich Alexanders des Großen, zum Römischen Reich und zum Byzantinischen Kaiserreich. 1306 wurde die Insel durch Ritter des Johanniterordens aus Rhodos erobert, die die Insel zu einer mächtigen Festung ausbauten. Einer von mehreren Theorien zur Etymologie zufolge soll das Kastell der Insel ihren jüngeren Namen gegeben haben, denn das Gestein ihrer Mauern war von rötlicher Färbung.
Bei ihrem gescheiterten Versuch, die Johanniter aus Rhodos zu vertreiben, griffen Soldaten des Mamluken-Sultans az-Zahir Saif ad-Din Dschaqmaq von Ägypten 1440 die Johanniter-Festung auf Kastelorizo an und beschädigten die Verteidigungsanlagen. Im Verlauf der Kämpfe verloren die Mamluken zwei Drittel ihrer dort eingesetzten Schiffe und sämtliche auf Kastelorizo angelandeten Truppen. 1450 ließ sich König Alfons V. von Aragón, Sizilien und Neapel von Papst Nikolaus V. die Insel überschreiben. 1451/1452 ließ er die Festung instand setzen. 1552 fiel Kastelorizo an die Osmanen, welche die Insel „Meis“ nannten. Dank bestimmter Privilegien an die griechischen Bewohner stieg die Handelsflotte der Insel zur größten des Dodekanes auf.

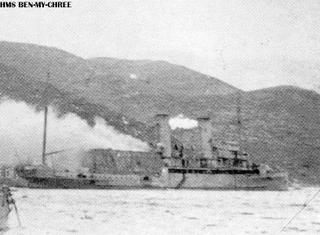
Versenkung der Ben-my-Chree

Im Ersten Weltkrieg wurde die Insel am 28. Dezember 1915 von französischen Truppen besetzt. Bis Kriegsende wurde die Insel häufig vom türkischen Festland aus beschossen. Am 11. Januar 1917 wurde dabei das englische Flugzeugmutterschiff Ben-my-Chree versenkt; 1921 wurde es geborgen und verschrottet.
Im Jahr 1922 wurde Kastelorizo als Castelrosso italienische Ägäis-Insel. Die Italiener, die bereits seit 1912 über die anderen Inseln des Archipels herrschten, traten auf Kastelorizo als Kolonialherren auf und waren unter der Bevölkerung entsprechend unbeliebt. In dieser Zeit wanderte ein großer Teil der Bewohner der Insel aus, vor allem nach Australien. Unter der italienischen Besatzung diente die Hafenbucht Kastelorizos Wasserflugzeugen der Ala Littoria und Air France in den 1930er Jahren als Zwischenstopp auf Flügen nach Afrika und in den Nahen Osten (Flughafen Haifa).
Im Zweiten Weltkrieg versuchten die Briten Anfang 1941 erfolglos mit der Operation Abstention, die Insel zu erobern. Erst im September 1943, nach der Kapitulation Italiens, konnten sie Kastelorizo besetzen. Die italienischen Siedler wurden evakuiert bzw. zum Verlassen der Insel genötigt und über Britisch-Zypern, Ägypten und Palästina verstreut. Im Sommer 1944 mussten die Briten nach einem deutschen Angriff die Insel wieder räumen. Bei ihrem Rückzug fing ein Munitionslager Feuer; die Explosion zerstörte mehr als die Hälfte der Häuser.
1947 wurde Kastelorizo gemäß dem Abkommen von Paris zusammen mit dem übrigen Dodekanes ein Teil Griechenlands. Rund 300 der ursprünglichen Bewohner wollten im Oktober desselben Jahres auf die Insel zurückkehren. Bei einem Feuer auf ihrem Schiff kamen jedoch 35 Menschen um. Als die Überlebenden zwei Monate später die Insel erreichten, fanden sie ihre Häuser zerstört und geplündert vor. Deshalb entschlossen sich viele endgültig zur Auswanderung. In Australien leben heute rund 10.000 Nachkommen der Inselbewohner und sind dort als „Kassies“ bekannt.
Im Jahr 1920 hatte Kastelorizo noch rund 20.000 Einwohner, 2010 etwa 400. Sie werden mit beträchtlichen Subventionen vom griechischen Staat unterstützt, um türkischen Gebietsansprüchen entgegenzutreten. 1991 wurde auf der Insel der Oscar-prämierte Film Mediterraneo gedreht.

## Kastelorizo 2004

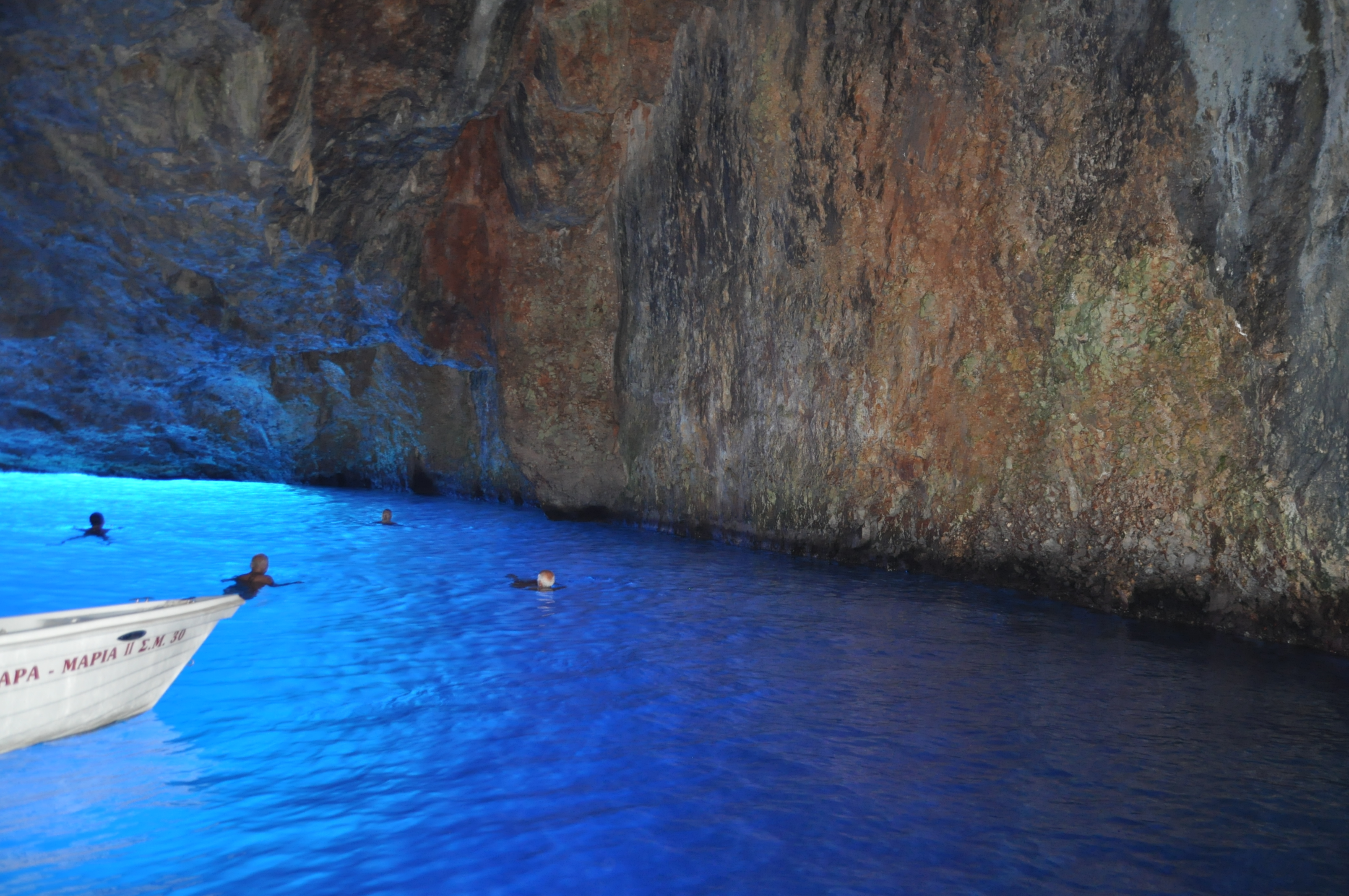
Die blaue Grotte

Der Hauptort der Insel glich noch ca. 1986 größtenteils einer Geisterstadt. Seitdem wurden auf der Insel aber viele alte zerfallene Bauten wieder zu neuem Leben erweckt, da die Regierung viel investierte, um diesen östlichsten Außenposten Griechenlands zu fördern, von dem man (lediglich von der Türkei strittig gestellte) Ansprüche auf eine sehr große Fläche als griechische Hoheitsgewässer ableitet. Unter den zugezogenen Ausländern sind erneut viele Italiener. In jüngster Zeit läuft auch ein (bislang noch bescheidener) Tourismus auf der Insel an. Der Ortskern am Hafen ist zum Teil aufwändig restauriert – auch mit Hilfe staatlicher Mittel –, die Ruinen um ihn herum sind überwuchert und fallen kaum ins Auge. Eine Sehenswürdigkeit ist die Blaue Grotte an der Südostküste der Insel.
Gerade in den letzten Jahren des 20. Jahrhunderts hat der griechische Staat aus politischen Gründen (Hoheitskonflikt mit der Türkei) unverhältnismäßig viel Geld in die Insel investiert, so dass beispielsweise die Betreuung der wenigen Schüler und die ärztliche Versorgung besser waren als auf vielen größeren griechischen Inseln. Auch die Fähr- und Flugverbindungen waren bzw. sind subventioniert, um den Verkehr zur Insel und deren Versorgung sicherzustellen, um das Eiland trotz seiner abgelegenen Lage attraktiv zu machen.
Am 26. April 2010 wählte der damals amtierende Ministerpräsident Papandreou einen Aufenthalt auf Kastelorizo, um von dort die drohende Zahlungsunfähigkeit des griechischen Staates zu offenbaren.
In jüngerer Zeit erhebt die Türkei Ansprüche auf die umliegenden Gewässer der griechischen Insel, da dort Rohstoffe vermutet werden.

## Liste der Inseln der Gemeinde
- Agios Georgios (Άγιος Γεώργιος)
- Agrielea (Αγριέλαια)
- Kastelorizo (Καστελόριζο)
- Mavro Pini (Μαύρο Ποινί)
- Psomi (Ψωμί)
- Psoradia (Ψωραδιά)
- Polyfados eins (Πολύφαδος ένα)
- Polyfados zwei (Πολύφαδος δύο)
- Ro (Ρω)
- Strongyli (Στρογγυλή)

## Verkehrsverbindungen
Es besteht eine unregelmäßige Fährverbindung nach Rhodos, die zwei bis drei Mal pro Woche verkehrt. Die Überfahrt dauert etwa fünf Stunden.
Seit Juni 2007 ist die offizielle Ein- und Ausreise von Kastelorizo in die Türkei (Kaş) bzw. umgekehrt möglich. Seitdem fährt die Meis Express werktags von Kaş in der Türkei morgens nach Kastelorizo, nachmittags wieder zurück. Sie wird für Mehrtagesausflüge in die Türkei genutzt, andererseits kamen viele Tagesgäste aus Kaş, um hier ihr türkisches Touristenvisum wieder für 90 Tage zu verlängern. Dies ist jedoch seit Anfang 2012 nicht mehr möglich, da die Aufenthaltsbestimmungen der Türkei diesbezüglich geändert wurden. Die meisten der Türken wie auch der Griechen haben sich mit der politischen Lage arrangiert und bauen auf ein friedliches Miteinander, nicht zuletzt weil dadurch die touristische Entwicklung beider Gebiete profitieren kann.
Sehr beliebt ist der Ort auch bei Seglern, die hier während eines Türkei-Törns zur Abwechslung einen Abend mit griechischem Flair und Essen genießen.

### Flugplatz Kastelorizo
Der Flugplatz Kastelorizo ( IATA: KZS, ICAO: LGKJ) liegt etwa 2,5 Kilometer südwestlich der Stadt Megisti entfernt und wurde 1986 eröffnet. Die asphaltierte Start- und Landebahn mit einer Ausrichtung von 13/31 und einer Länge von 798 Metern ermöglicht die Landung kleinerer Turboprop-Maschinen. Der Flugplatz liegt auf einer Höhe von 149 m (489 ft) über dem Meeresspiegel. Seit 2006 gibt es eine tägliche Flugverbindung nach Rhodos. Spontane Ausfälle bei starkem Wind sind jedoch möglich.

## Philatelie

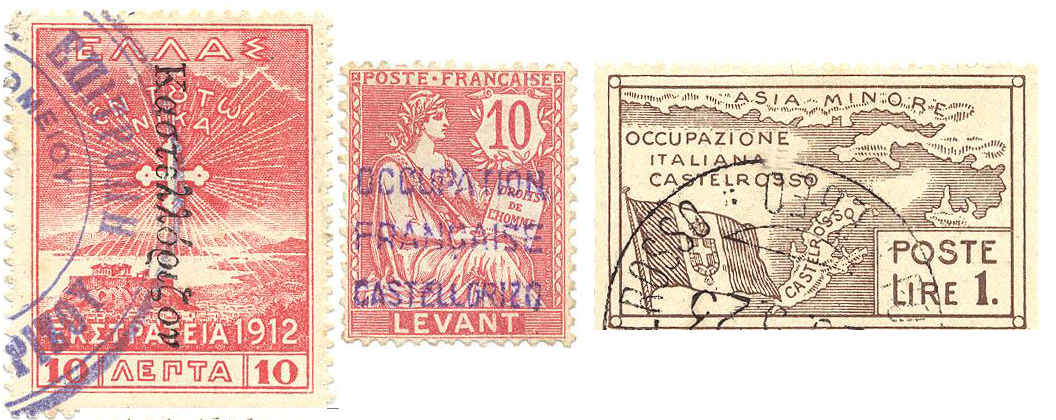
Griechische (1912), französische und italienische Briefmarken aus Kastelorizo

Nach 1920 gaben die französischen Besatzer Briefmarken der französischen Amtspost in der Türkei heraus, die erst mit dem Schriftzug „O.N.F./Castellorizo“, dann mit „B.N.F./CASTELLORIZO“ und schließlich mit „O F/CASTELLORISO“ überdruckt waren. Sie sind heute begehrte Sammlerstücke. Häufiger und billiger sind italienische Briefmarken mit dem Aufdruck „CASTELROSSO“, die seit 1922 erschienen.

## Persönlichkeiten
- Dame von Ro (1890/93/98–1982), griechische Patriotin
- Georgios Mavros (1909–1995), Jurist und Politiker

## Trivia
Das Album On an Island von David Gilmour ist durch diese Insel inspiriert. Er verbrachte dort unter anderem eine Nacht, die letztlich zu dem Song On An Island führte. Gilmour besaß bis 2014 eine Villa auf der Nachbarinsel Rhodos.